# Cheilotrichia brincki
Cheilotrichia brincki är en tvåvingeart som beskrevs av Alexander 1964. Cheilotrichia brincki ingår i släktet Cheilotrichia och familjen småharkrankar. Inga underarter finns listade i Catalogue of Life.